# Wolfgang Büscher
Wolfgang Büscher (ur. 20 maja 1951 w Volkmarsen) – niemiecki dziennikarz, pisarz i podróżnik.
Jego debiutem literackim była powieść Trzy godziny zero. Niemieckie przygody (Drei Stunden Null. Deutsche Abenteuer) z 1998. W 2003 wydał następną książkę – Berlin – Moskwa. Podróż na piechotę (Berlin – Moskau. Eine Reise zu Fuß, polskie wydanie – 2004). W latach po upadku Związku Radzieckiego podróżował po tamtym rejonie (Kirgistan, Kazachstan). Po upadku ZSRR był jednym z pierwszych dziennikarzy relacjonujących przemiany w Królewcu. W 2005 opublikował reportaż Podróż przez Niemcy (Deutschland, eine Reise). W 2002 został laureatem nagrody dziennikarskiej Theodora Wolffa. Następne jego książki to: Asiatische Absencen (2008), Deutschlands große Chance (2009), Hartland: Zu Fuß durch Amerika (2011) i Ein Frühling in Jerusalem (2014). Jako dziennikarz współpracował m.in. z „Süddeutsche Zeitung”, „Die Welt” i „Neue Zürcher Zeitung”, obecnie pracuje w tygodniku „Die Zeit”.